# Мідно-молібденові руди
Мідно-молібденові руди (рос. медно-молибденовые руды, англ. copper-molybdenum ores, нім. Kupfer-Molybdän-Erze n pl) — природні мінеральні утворення, що містять мідь і молібден у таких сполуках і концентраціях, при яких їх промислове використання технічно можливе і економічно доцільне. Це руди, в яких мідний мінерал звичайно представлений халькопіритом, борнітом, халькозином, ковеліном, малахітом, азуритом, купритом, теноритом та самородною міддю.
Молібденовий мінерал — молібденіт MoS2 з домішкою феримолібдиту. Мідно-молібденові руди складають мідно-молібден-порфірові родовища плутоногенного гідротермального класу. Крайніми членами цього ряду родовищ є мідно-порфірові родовища без молібдену і молібден-порфірові родовища без міді. Основна маса родовищ — комплексні при співвідношенні Cu:Мо = 10:1.
В Україні немає розвіданих мідно-молібденових родовищ, проте є передумови для виявлення промислових запасів. У північно-західній та центральній частинах Українського щита виявлена велика кількість рудопроявів молібдену, які відповідають мідно-молібденовій та молібденовій рудним формаціям.